# Józef Görlitz
Józef Görlitz (ur. 20 lipca 1901 w Katowicach, zm. 21 listopada 1971 w Eislingen/Fils) – polski piłkarz występujący na pozycji napastnika.
Görlitz był wychowankiem 1. FC Katowice, dla którego występował w latach 1917–1928. W I lidze zadebiutował 3 kwietnia 1927 roku w wygranym 0:7 meczu z Ruchem Chorzów, zaś pierwszą bramkę strzelił w tymże spotkaniu. W sezonie 1927 Görlitz zdobył z 1. FC Katowice wicemistrzostwo kraju. W 1933 roku wyjechał do Wrocławia z zamiarem studiowania, jednak rozpoczął grę w Breslauer SC 08 i kontynuował ją do 1933 roku. Kolejno wrócił do macierzystego klubu i zakończył w nim karierę piłkarską w 1934 roku.

## Statystyki

### Klubowe w latach 1927–1928
| Sezon | Klub           | Liga   | Liga krajowa | Liga krajowa |
| ----- | -------------- | ------ | ------------ | ------------ |
| Sezon | Klub           | Liga   | Mecze        | Bramki       |
| 1927  | 1. FC Katowice | I Liga | 23           | 20           |
| 1928  | 1. FC Katowice | I Liga | 19           | 8            |
| Razem | Razem          | Razem  | 42           | 29           |

## Sukcesy

### 1. FC Katowice
- Wicemistrzostwo Polski w sezonie 1927

## Życie prywatne
W końcu latach 30. wyjechał na stałe do Niemiec. Nosił boiskowy pseudonim „Jolo”. Miał trzech braci, również piłkarzy: Emila, Jerzego i Alfreda.